# 귀리속
귀리속(Avena)은 벼과의 하위 분류군으로, 10~15종이 속한다. 유럽과 아이아, 북서부 아프리카가 원산지이다. 한 종이 각지에서 널리 재배되고, 몇몇 종은 전 세계 각지에서 향토화되었다. 귀리속 식물은 씨앗이 작아 거두어들이기 힘들지만, 먹을 수 있다.

## 주요 종
- 귀리(Avena sativa)
- 메귀리(Avena fatua)